# Elektromotorrad

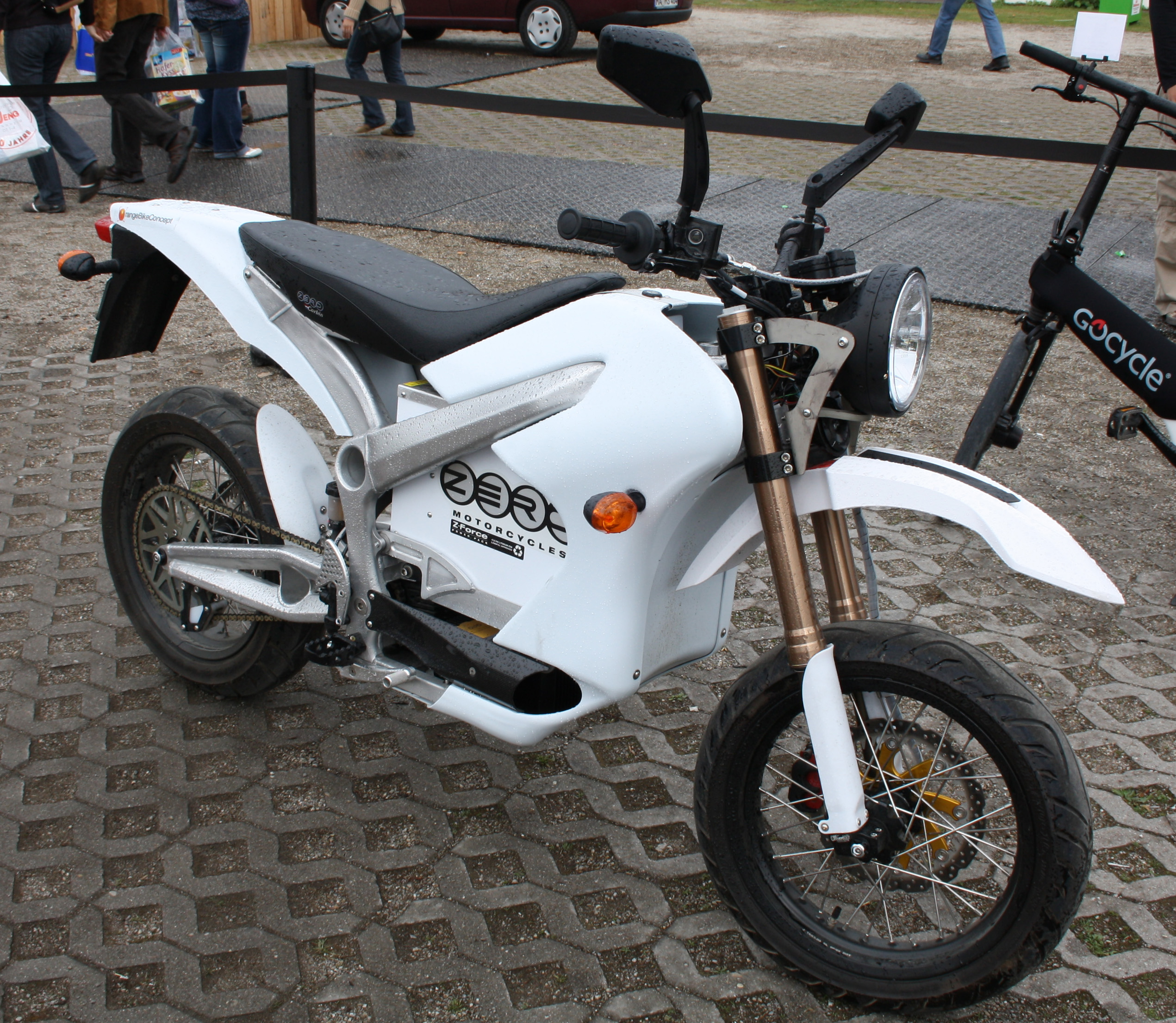
Elektromotorrad Zero S mit Lithium-Ionen-Batterie

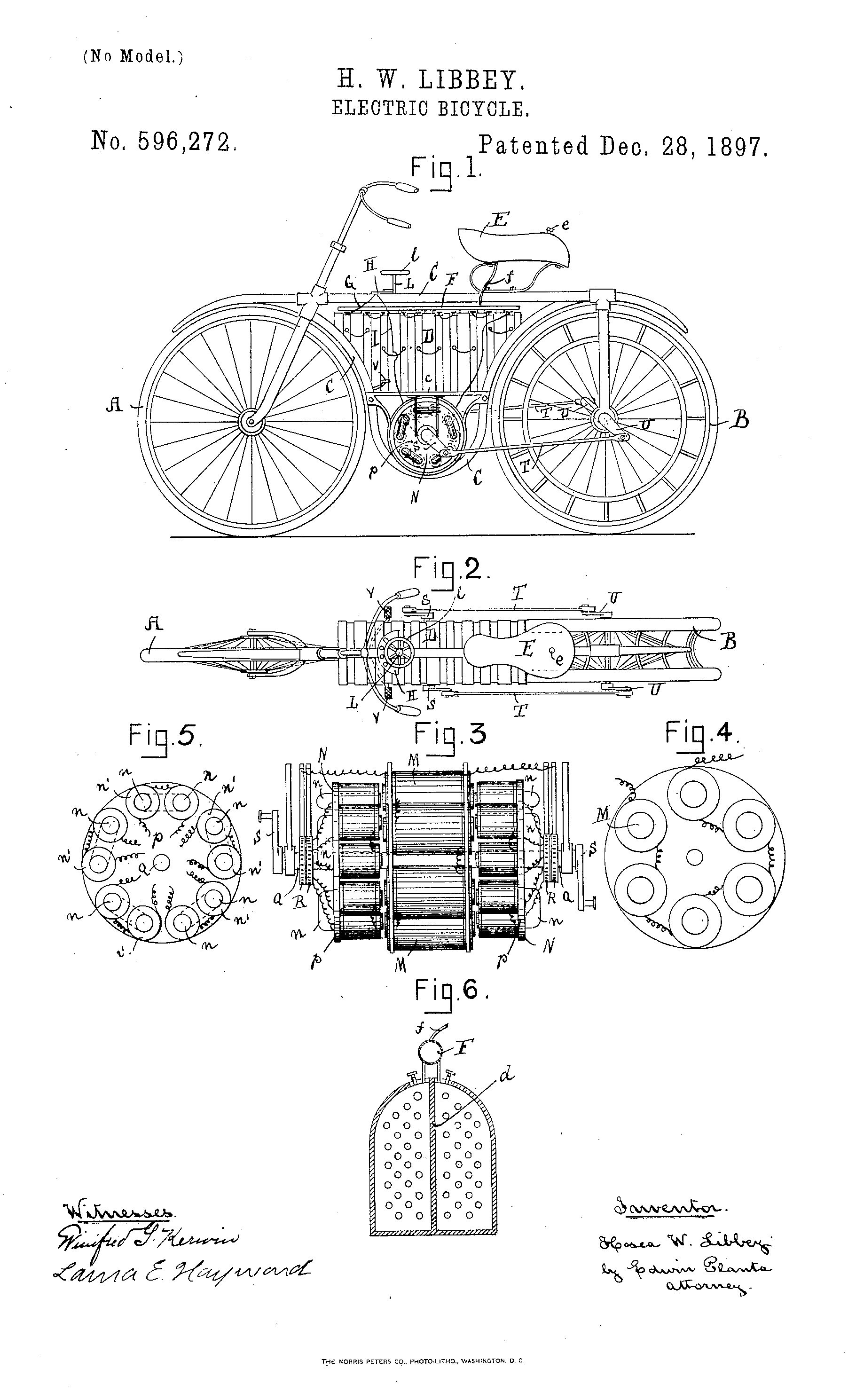
Libbey’s Elektrofahrrad (1897)

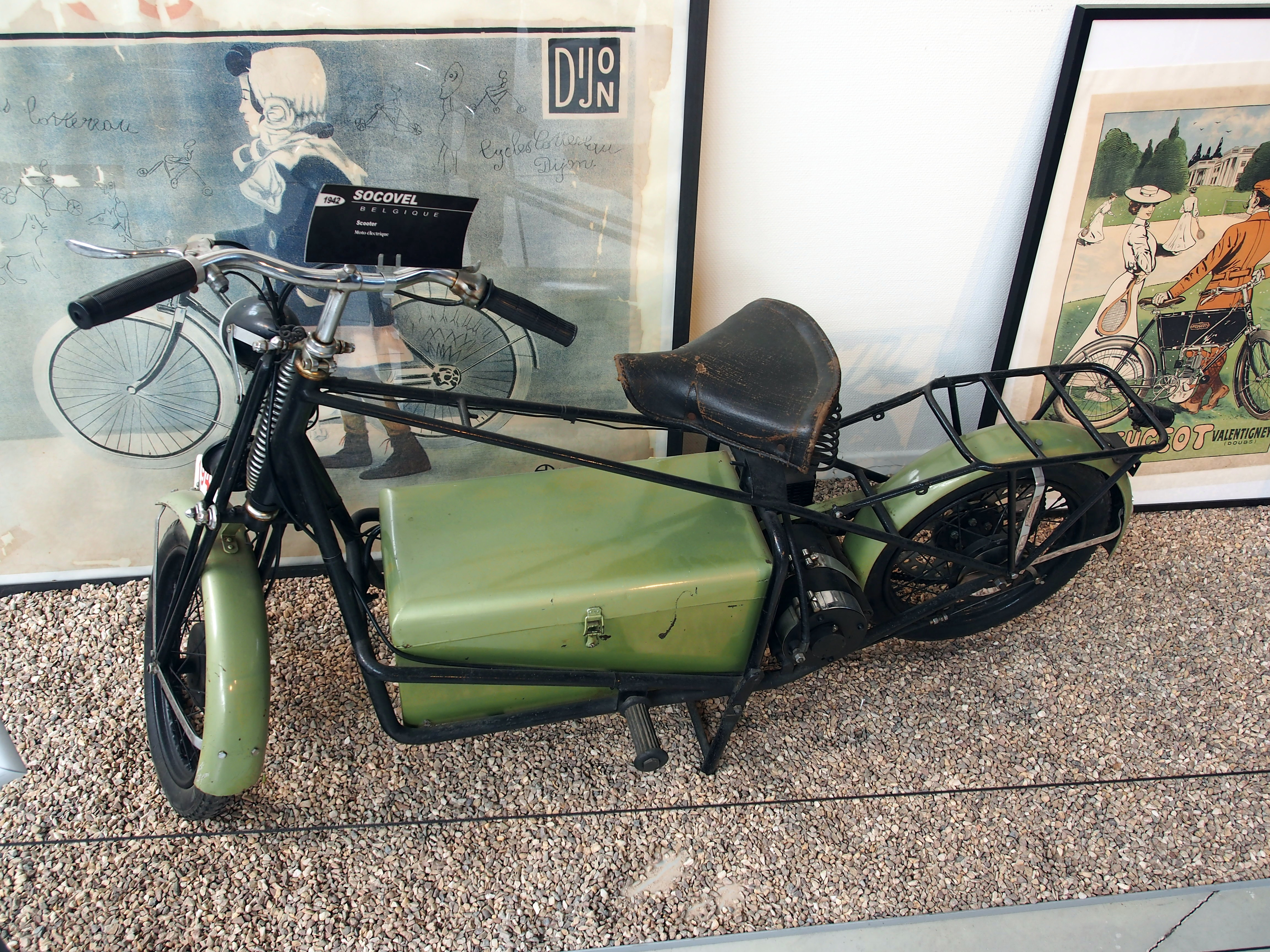
Socovel Scooter (1942)

Ein Elektromotorrad (Kurzform E-Motorrad) ist ein von einem Elektromotor angetriebenes Motorrad; eine Form des E-Motorrads ist der Elektromotorroller.

## Geschichte

### Anfänge
Erste Patente für Elektrofahrräder stammen aus den USA, darunter Bolton (1895) und Libbey (1897). Erste Elektromotorräder in Europa, entwickelt für den Bahnradsport als Schrittmachermaschinen, sind in Paris für das Jahr 1897 nachweisbar; 1898 gab es in Deutschland Elektrotandems, selbst Dreisitzer. Mit dem Auftreten stärkerer Benzinmotoren um 1899 verschwanden die schweren und leistungsschwachen Elektromotorräder vom Bahnsport. Elektrodreiräder für den Alltagsgebrauch von Dunton sowie Child sind für das Jahr 1898 nachweisbar.
1928 wurde in Lyon die Electrocyclette mit Rohrrahmen und Kettenantrieb vorgestellt, der eine Reichweite von 30 km nachgesagt wurde. Von 1941 bis 1944 wurde in Belgien vom Hersteller Socovel der Socovel Scooter mit Elektroantrieb hergestellt. Die Reichweite des bis zu 30 km/h schnellen Elektrorollers, der von drei 6-Volt-Batterien (mit 45 Ah) versorgt wurde, soll bis zu 50 km betragen haben; etwa 500 Exemplare des 75 kg wiegenden Elektromotorrads sollen verkauft worden sein. Einzelstücke und Prototypen von Motorrädern mit Elektroantrieb entstanden u. a. 1942 von Roger Paupe sowie 1967 von Karl Kordesch (mit Brennstoffzelle).
1972 verwendete der französische Hersteller Motobécane die Bauweise des Socovel Scooters im elektrisch betriebenen Modell Mobylette, das jedoch über den Status eines Prototyps nicht hinauskam; im Gegensatz zu der ab 1973 in Serie hergestellten Solo Electra, die vor dem Hintergrund der ersten Ölkrise auf den Markt gebracht wurde.

### Neuere Entwicklungen
Erst in neuerer Zeit sind Elektromotorräder in Europa wieder auf dem Markt erhältlich. Erste Anbieter von Straßenmotorrädern waren 2009 Zero Motorcycles sowie eRockit; von Geländemotorrädern Quantya bereits 2008. Während Fahrräder mit Elektroantrieb und Elektromotorroller z. B. in China bereits millionenfach gebaut werden, liegt das Haupthindernis für die Konstruktion von leistungsstarken Zweirädern mit Elektromotor im Problem der Reichweite der Lithium-Ionen-Batterien. Verantwortlich dafür ist die derzeitige Batterietechnologie, bei der „das Verhältnis zwischen Energiegehalt und Gewicht/Volumen immer noch sehr ungünstig im Vergleich zum Benzin“ ist. „Der Knackpunkt im Alltag sind […] die Ladezeiten von bis zu acht Stunden und die begrenzte Reichweite zwischen 40 und 150 Kilometer.“
Im Geländemotorradsport können Motorräder mit Elektroantrieb trotz begrenzter Reichweite Modelle mit Verbrennungsmotoren ablösen, wo Grenzen durch Schall- und Abgasemissionen gesetzt sind. Behördliche Genehmigungen für Übungs- oder Sportgelände, die nicht typischerweise in Sandgruben oder Steinbrüchen liegen, kann der emissions- und fast geräuschlose Elektromotor eher erhalten.

## Zulassungsfähige Motorräder

### Europäischer Markt

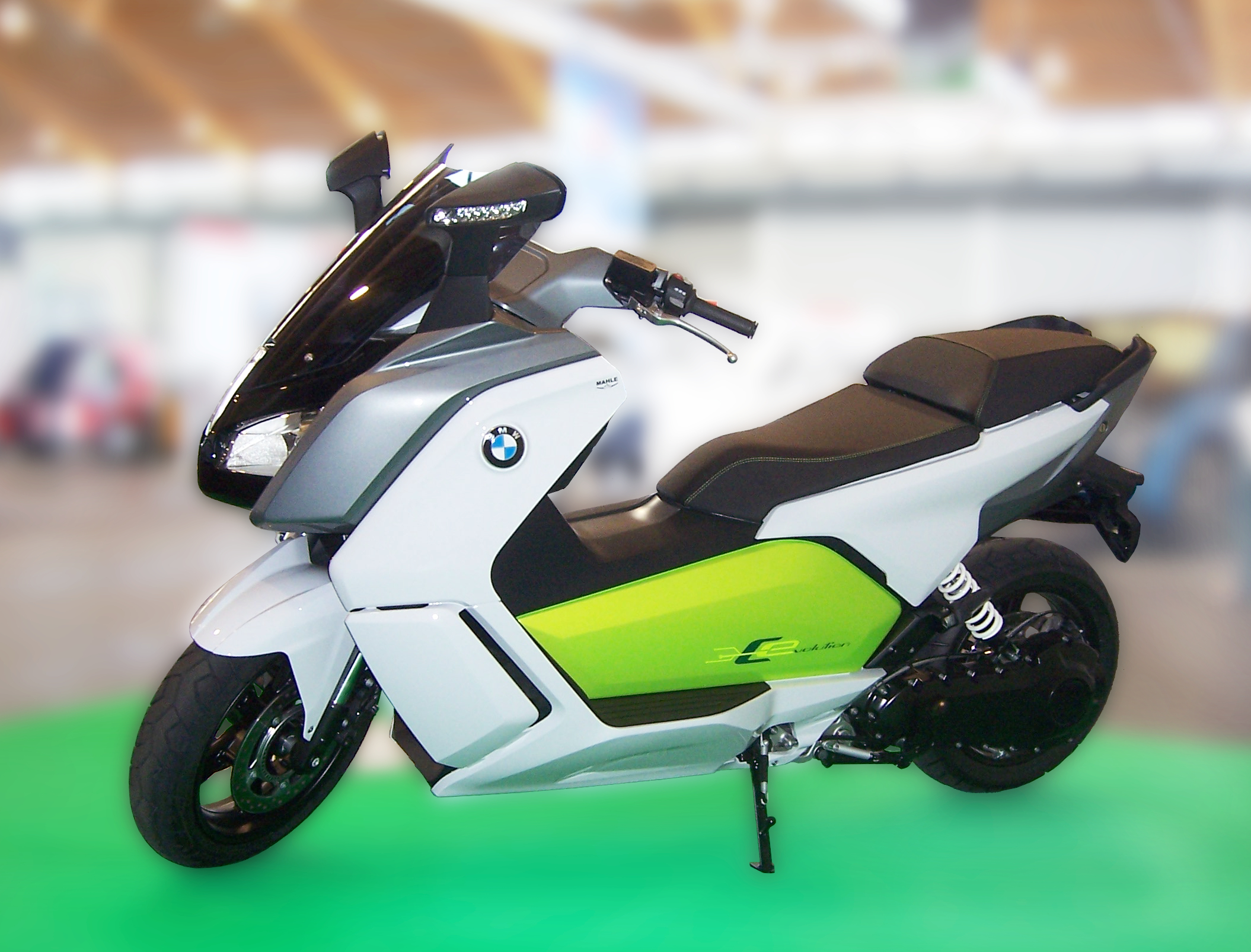
BMW C evolution

Brammo Enertia

#### BMW C Evolution
Der 2012 zunächst als Kleinserie gebaute Elektromotorroller BMW C evolution von BMW wird seit 2014 in Serie produziert.

#### BMW CE 04
Im Juli 2021 stellte BMW die finale Serienversion des CE 04, als Nachfolger der C Evolution, offiziell vor. Seit März 2022 ist sie im Handel erhältlich. Das Modell hat ein Gesamtgewicht von 231 kg und der Akku eine Kapazität von 8,9 kWh. Die Höchstgeschwindigkeit wird elektronisch bei 120 km/h abgeregelt.

#### Brammo Enertia/Plus
Das für den Straßenverkehr zugelassene Motorrad Brammo Enertia von Brammo Inc. aus Ashland im US-Bundesstaat Oregon ist ein 13-kW-Elektromotorrad mit einer Höchstgeschwindigkeit von mindestens 95 km/h. Verwendet wird ein gekapselter, bürstenloser Permanentmagnet-Wechselstrommotor. Der Lithium-Eisen-Phosphat-Akkumulator von Valence Technology aus dem texanischen Austin speichert bei 76,8 Volt Spannung eine Energie von 3,1 kWh und gewährleistet damit eine Reichweite von etwa 68 km. Der Akku kann 2000 Mal wiederaufgeladen werden. Das Motorrad hat ein Leergewicht von 147 kg. Ab 2012 wurde das weitgehend baugleiche Modell Enertia Plus angeboten, das bei doppelter Akku-Kapazität Reichweiten von bis zu 130 Kilometern erzielen kann.

#### Victory Empulse
Das Motorrad Victory Empulse (bis Juli 2015 „Brammo Empulse“) des US-Herstellers Polaris Industries gilt als Ableger des TTR Race Bikes. Eine Leistung von 40 kW (54 PS) soll eine Höchstgeschwindigkeit von 160 km/h ermöglichen; die Reichweite der Lithium-Ionen-Batterie soll bei 160 km liegen. Das Leergewicht wird mit 190 kg angegeben, die Ladezeit liegt bei acht Stunden.

#### Energica EVA
Die Energica Eva ist das zweite Modell des Elektromotorrad-Herstellers Energica Motor (Motor Company AG). Energica Eva ist ein sogenannter Streetfighter mit ölgekühltem Permanentmagnet-Synchronmotor (PMAC), einer Leistung von 80 kW (109 PS).
Im ECO-Modus beträgt die Reichweite der Eva bis zu 400 km, während die Höchstgeschwindigkeit im Sportmodus etwa 200 km/h beträgt.
Beschleunigung und Rekuperation beim Bremsen regelt der Fahrer mit einem Drehgriff.
Das Motorrad kann unterwegs an Ladestationen oder an einer Steckdose aufgeladen werden. Energica Eva ist das erste Motorrad mit integrierter Schnellladetechnologie auf Basis des CCS-Standards mit max. 25 kW. Die Maschine wiegt etwa 280 kg.

#### Harley-Davidson Livewire
Die Harley-Davidson LiveWire wurde im Jahr 2014 als Konzeptfahrzeug präsentiert und in einer Kleinserie von 50 Stück auf eine Weltreise geschickt. Der Motor besitzt eine Leistung von 55 kW (74 PS) bei 8500/min. Das fahrfertige Gewicht der Versuchsmodelle betrug 210 kg und die Reichweite bis zu 85 km. Im Juli 2018 kündigte Harley-Davidson das Serienmodell des Fahrzeugs für das Jahr 2019 an, ohne weitere Details zu den technischen Daten zu nennen. Ein weiteres Modell mit Anlehnung an die klassische Rennmaschine XR750 (seit 1970) wurde für 2022 angekündigt.

#### Energica EGO
2014 präsentierte der italienische Hersteller CRP Technology das erste elektrische Superbike. Der Synchronmotor der Energica EGO, der eine Leistung von 107 kW (145 PS) bei 4.900 bis 10.500 min−1 erzielt, wird von einer 21,5-kWh-Batterie (Modell 2020) versorgt; die abgeregelte Höchstgeschwindigkeit wird mit 240 km/h angegeben.

#### eRockit
Das Leichtkraftrad eROCKIT ist ein sogenannter Human Hybrid. Im Gegensatz zu einem Pedelec gibt es keine direkte mechanische Energieübertragung von den Pedalen zum Hinterrad. Einerseits ist das eROCKIT so einfach wie ein Fahrrad zu bedienen, andererseits entsprechen Beschleunigung und Geschwindigkeit denen eines Motorrads. Das Treten dient der Geschwindigkeitsregulierung, denn das Fahrzeug wird ausschließlich vom Elektromotor angetrieben. Die Höchstgeschwindigkeit beträgt 90 km/h. Bereits von 2013 bis 2014 wurde das eROCKIT in einer Kleinserie in Berlin hergestellt. Mittlerweile wird es in Hennigsdorf (Brandenburg) produziert.

#### Johammer J1

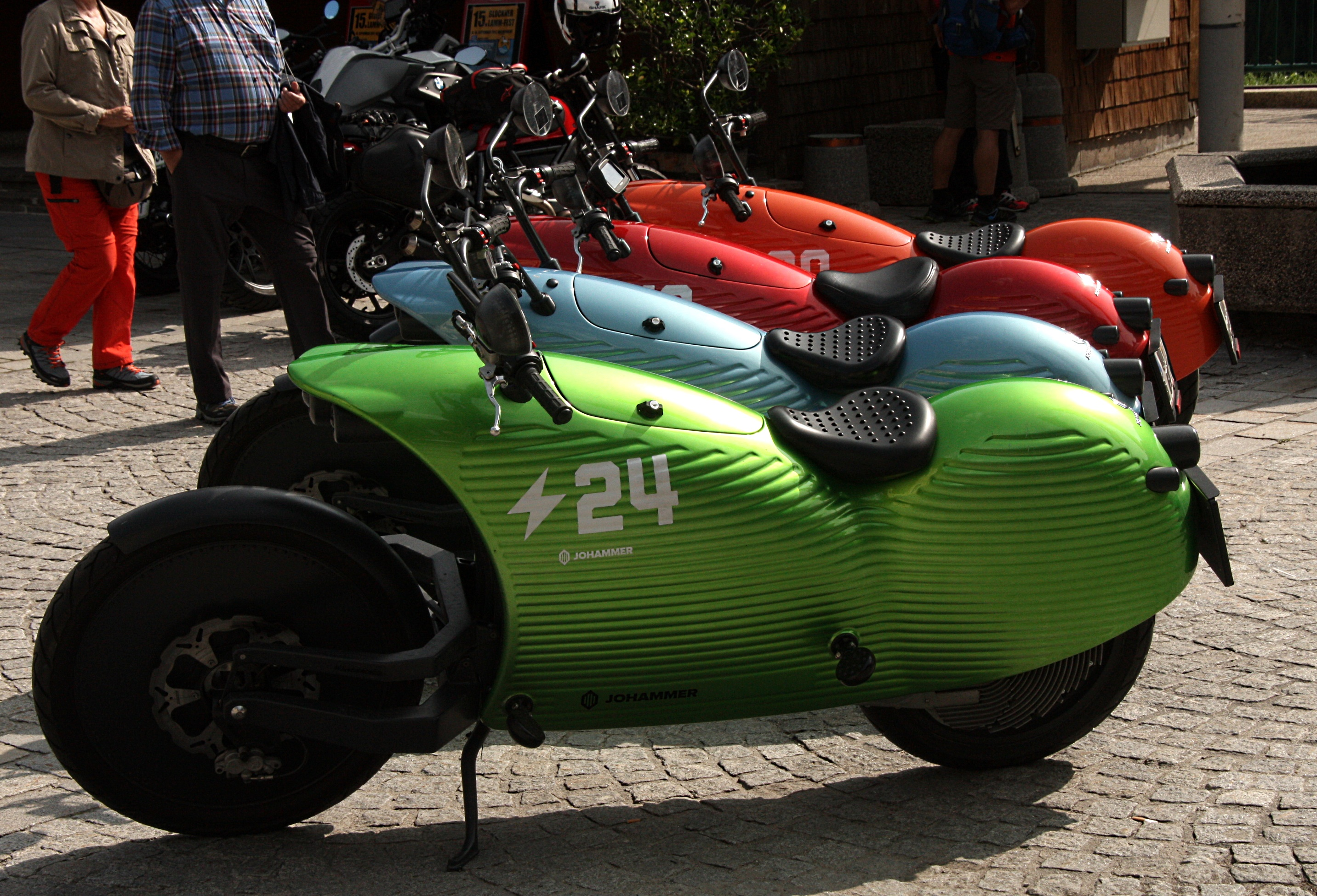
Vier Johammer J1 in Heiligenblut, Kärnten

2014 wurde das Elektromotorrad Johammer J1 des Herstellers Johammer e-mobility aus Bad Leonfelden/Österreich vorgestellt. Die Reichweite der Akkus, für die eine Nutzenergie von 8,3 oder 12,7 kWh angegeben ist, wird vom Hersteller mit 150 bzw. 200 km als Minimumwert angegeben – d. h. bei leistungsintensiver Fahrweise. Die ersten Johammer wurden 2014 verkauft.

#### KTM Freeride E
KTM Power Sports AG aus Mattighofen in Österreich hatte 2012 die Kleinserie eines Elektro-Geländemotorrads angekündigt und 2014 zur Marktreife entwickelt. Die Modelle „KTM Freeride E-SX“ und „Freeride E-XC“ haben einen Elektromotor mit einer Nenn-Dauerleistung von 11 kW (15 PS), der die 106 kg leichten Geländemotorräder eine Höchstgeschwindigkeit von 70 km/h erreichen lässt. Die Sitzhöhe beträgt typenübliche 91 cm, die Ladezeit beträgt 50 bis 80 Minuten. Die Version Freeride E-XC ist straßenzulassungsfähig und darf mit der Fahrerlaubnis Klasse A1 gefahren werden. Die ebenfalls zulassungsfähige Supermoto-Version „KTM Freeride E-SM“ mit Straßenbereifung kam im Mai 2015 in Deutschland auf den Markt.

#### Zero S
Im April 2009 brachte Zero Motorcycles mit der „Supermoto Zero S“ ein erstes Modell mit Straßenzulassung auf den Markt. Das Modell verfügte über eine Leistung von 23 kW (31 PS). Die Akkukapazität der Zero S wurde gegenüber der reinen Geländeversion Zero X verdoppelt und bot eine Nutzenergie von 4 kWh (70 Ah bei 58 V Spannung). Die Höchstgeschwindigkeit betrug knapp unter 100 km/h. Die Reichweite betrug – je nach Fahrweise – bis zu 100 km.
Die stark vergrößerte Batteriekapazität trug mit zum höheren Gewicht von 103 kg bei. Als Akku kam ein weiterentwickelter Lithium-Ionen-Akku zum Einsatz. Die EU-Homologation war für Anfang Mai 2009 geplant.
Die maximale Nutzenergie des Lithium-Ionen-Akkus mit „Z-Force-Technologie“ beträgt beim 2015er Modell 11 kWh. Die Ladezeit wird mit 8,6 Stunden angegeben. Die Reichweite beträgt zwischen 124 und 243 Kilometer. Die Höchstgeschwindigkeit wird für das Zero S Modell mit 153 km/h angegeben und für das Zero-SR-Modell mit 164 km/h. Eine optionale Schnellladeeinrichtung kann die Ladezeit bis „95 % voll“ auf 1,9 Stunden reduzieren.

#### Verge TS, TS Pro und TS Ultra
Ab Sommer 2023 begann das finnische Startup Verge Motorcycles (zuvor RMK Motorcycles), die seit 2021 auf der Webseite bestellbaren Modelle Verge TS Pro auszuliefern. Die TS Pro hat eine Dauerleistung von 35 kW, Spitzenleistung wird mit 102 kW angegeben. Das Modell TS hat laut Spezifikation 80 kW, die TS Ultra 120 kW Spitzenleistung. Die Akkukapazität ist bei der TS Pro mit 20,2 kWh angegeben. Theoretische Reichweite liegt bei etwa 250 km. Das Fahrzeuggewicht ist 245 kg. 
Besonders auffällig ist das Hinterrad, das den Motor beinhaltet und nicht auf einer Achse im Zentrum gelagert ist, sondern auf einem Ring außen und damit 'nabenlos' erscheint. 
Die Verge TS, TS Pro und TS Ultra haben standardmäßig einen CCS2-Anschluss und können sowohl mittels eines gesondert zu erwerbenden 'Ladeziegels' an der heimischen Steckdose in etwa sechs Stunden, oder an der Schnellladesäule in etwa 40 Minuten geladen werden. 

### Japanischer und nordamerikanischer Markt
Der Genze 2.0 von Mahindra & Mahindra Limited bietet einen 1,6-kWh-Li-Ion-Akku und 48 km/h Spitzengeschwindigkeit. Modelle des japanischen Herstellers Terra Motors sind als Gebrauchtfahrzeuge auf dem Markt. Suzukis e-Lets und e-Let’s W werden in Japan mit zwei Tauschakkus angeboten.

## Nicht zulassungsfähige Motorräder (Motorsport)

### Modelle

#### Eliseo Hummer Speedway
Eliseo Hummer S.a.r.l. aus Woustviller in Frankreich hat als erster Hersteller eine für den professionellen Einsatz im Motorsport konzipierte Speedway-Maschine zur Serienreife entwickelt. Egon Müller, Speedway-Weltmeister von 1983, hat maßgeblich zur Entwicklung beigetragen, die nach drei Jahren im Frühsommer 2012 erfolgreich abgeschlossen wurde. Der im klassischen Zentralrohrrahmen integrierte Motor hat eine Leistung von 7,5 kW, die Höchstdrehzahl beträgt 6600 Umdrehungen pro Minute.
Der Vorteil des elektrischen Antriebs zeigt sich insbesondere bei der im Bahnsport so entscheidenden Startphase. Eine Kupplung und deren sensible Feinjustierung entfällt.
Entsprechend des derzeit international gültigen Motorsport-Reglements liegt das Gewicht der einsatzfertigen Maschine bei 77 kg, wobei rund 8 kg auf den Lithium-Polymer-Akku entfallen, der sich innerhalb weniger Sekunden austauschen lässt. Die Nennspannung des Motors ist 92 Volt, der Energiegehalt des Akkus beträgt 1,2 kWh, die Ladezeit gibt der Hersteller mit 90 Minuten an. Die Eliseo Hummer Speedwaymaschine erreicht – je nach Übersetzung und Strecke – eine Höchstgeschwindigkeit von 121 km/h.

#### Mugen/M-TEC

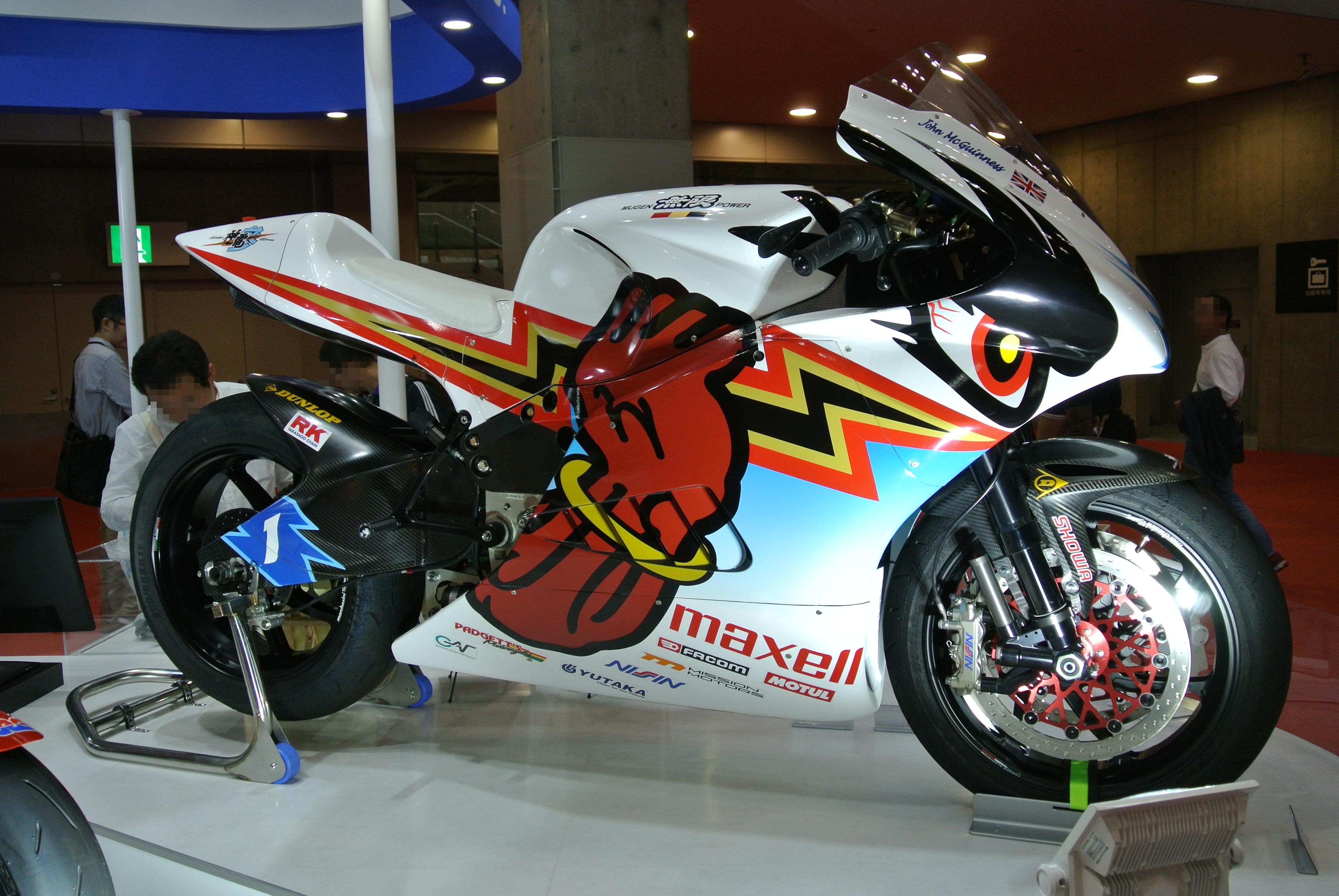
Shinden san (Entwicklungsstufe 3) von 2015

Der japanische Hersteller und Tuner M-Tec bestreitet seit 2012 mit seinen Modellen Shinden die TT Zero. Die Maschine besitzt einen Monocoquerahmen und wird von einem ölgekühlten bürstenlosen Elektromotor angetrieben, der 120 KW/163 PS leistet.

#### MotoCzysz

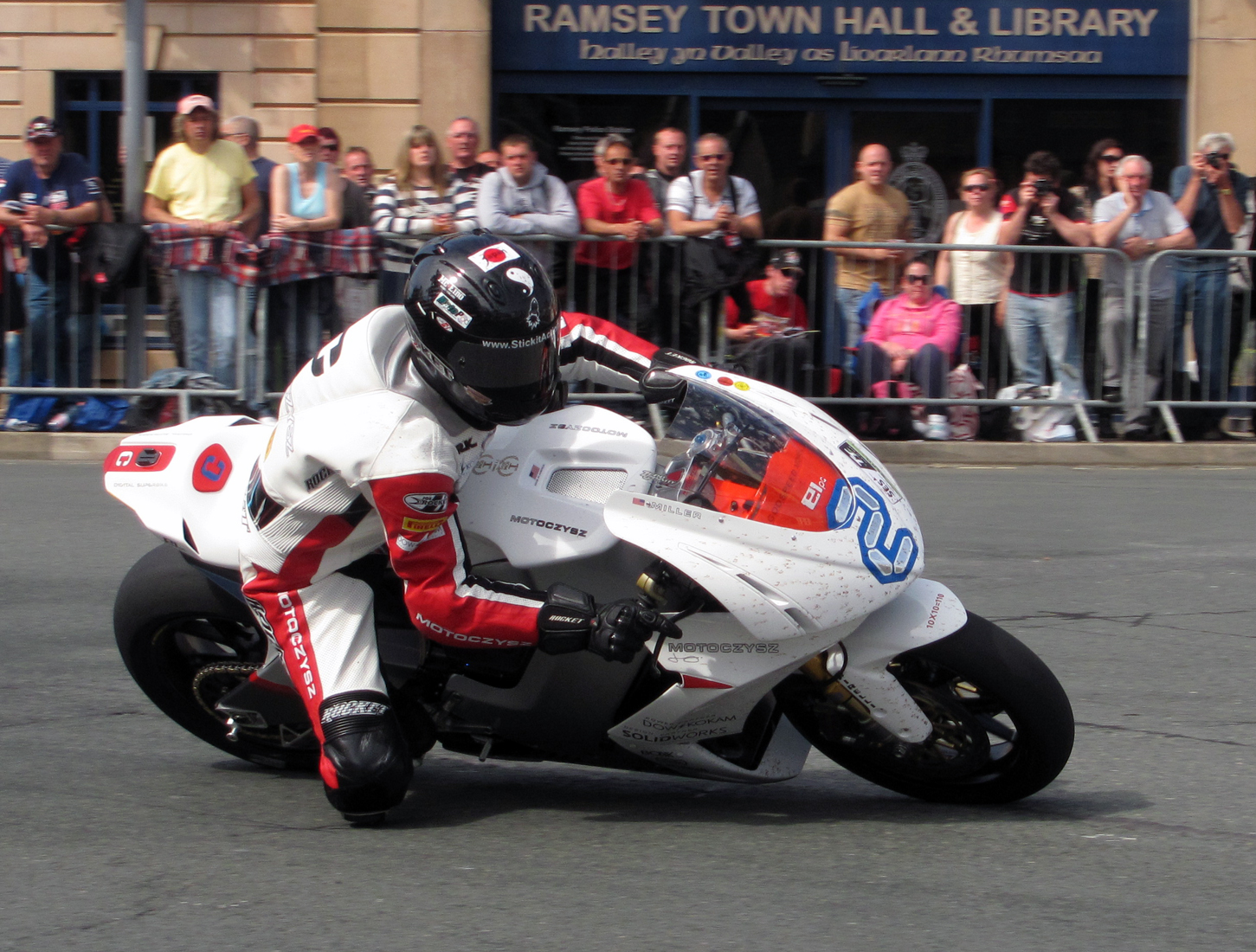
E1pc bei der TT Zero 2013

Der US-amerikanische Architekt Michael Czysz wollte ursprünglich für die Motorrad-Weltmeisterschaft 2008 mit einem konventionellen Motor in der MotoGP-Klasse antreten. Eine überraschende Reglementänderung stellte ihn 2008 vor die Wahl, ein komplett neues Motorrad zu konstruieren oder es auf Elektroantrieb umzurüsten und bei der TT Zero anzutreten. Die E1pc hat einen Motor des indischen Herstellers Agni. Als Stromquelle dienten Notebook-Batterien. Der bürstenlose Gleichstrommotor leistete zuletzt 150 kW bei 8000/min. 2013 konnten erstmals 100 mph (160,93 km/h) Durchschnittsgeschwindigkeit bei der Tourist Trophy überschritten werden. Das Unternehmen MotoCzysz war zeitweise Marktführer bei Elektromotorrädern für den Rennsport.

#### Quantya

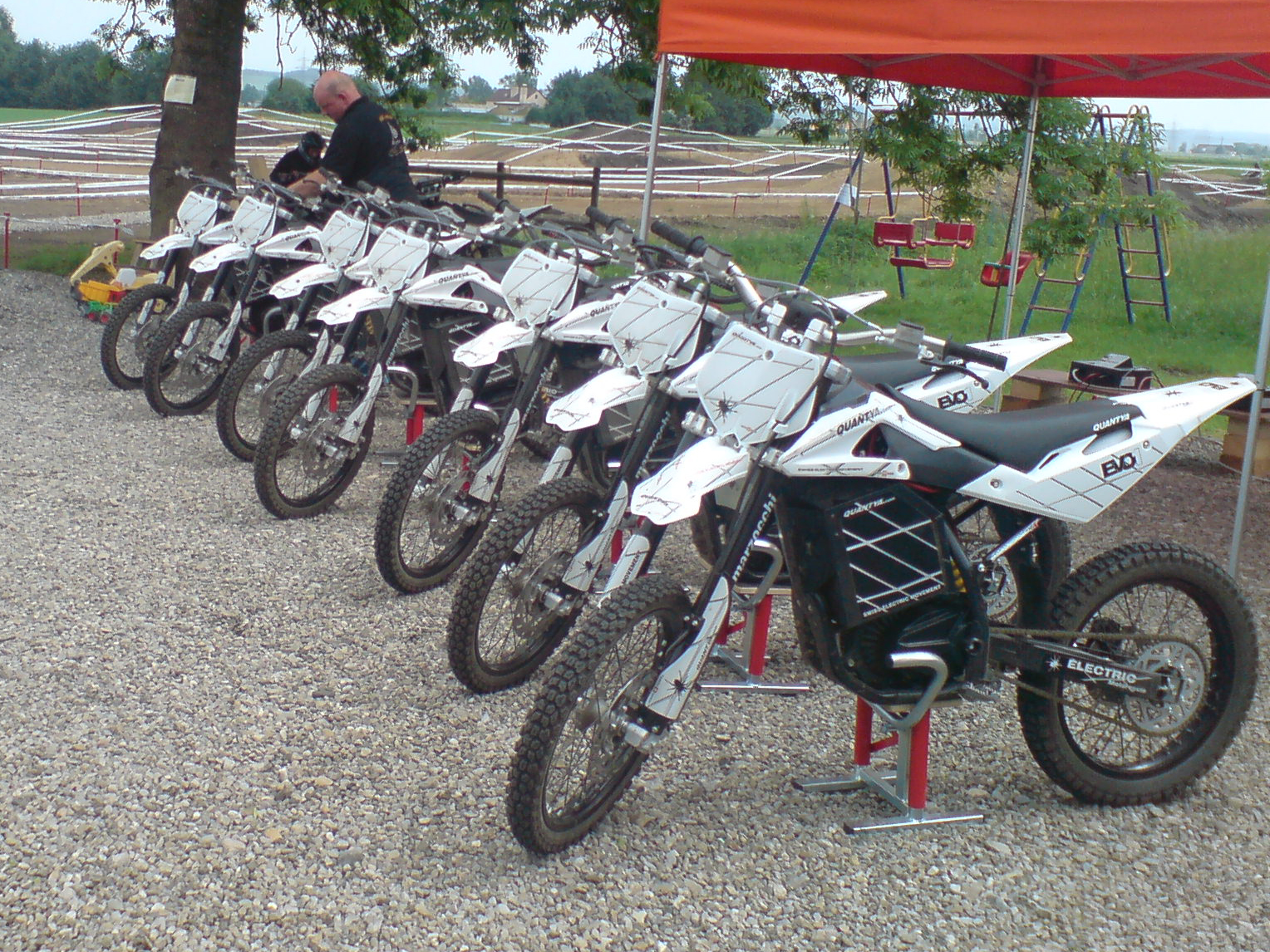
Elektro-Motocrossrad Quantya Track

Die Elektro-Motocrossräder Quantya Track und Quantya Strada von Quantya S.A. mit Sitz in Lugano erreichen je nach Übersetzung Geschwindigkeiten zwischen 50 und 80 km/h. Die Lithium-Polymer-Batterie des südkoreanischen Akku-Herstellers Kokam Co., Ltd. aus Siheung (von Quantya „LiPo Energy Center“ genannt) wiegt 19 kg und speichert etwa 2,3 kWh Energie. Die Ladezeit bis zur 80-prozentigen Ladung beträgt laut Hersteller 70 Minuten, bis zur vollen Ladung dauert es doppelt so lange.
Das Modell „Track“ ist nicht für den Straßenverkehr zugelassen und hat einen 12-kW-Motor. Das straßentaugliche Modell „Strada“ wird mit einem Motor mit 8,5 kW Leistung geliefert. Die Elektromotoren stammen von der Lynch Motor Company Ltd aus England. Der Motorcontroller stammt aus den USA von Alltrax Inc. aus Oregon.
Die Werksgarantie beträgt 1000 Batterieladungen bzw. maximal 50.000 Kilometer.

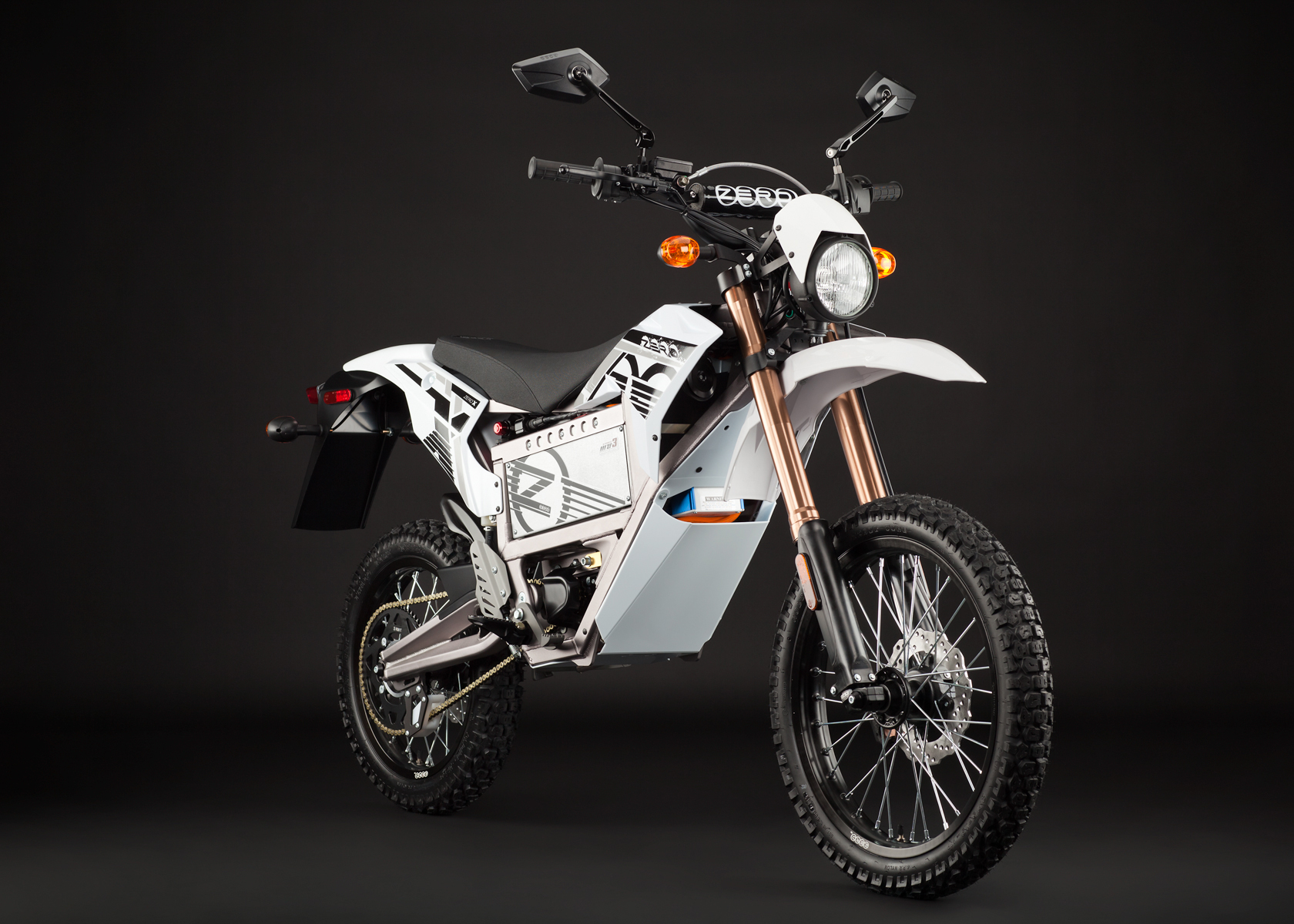
Zero X (2012)

#### Zero X
Das mit Akku nur 97 kg schwere Geländemotorrad Zero X von Zero Motorcycles hat einen 17-kW-Elektromotor (23 PS) Die Leistung entspricht etwa einem Motorrad mit 250-cm³-Verbrennungsmotor. Der Radstand beträgt 137 cm, die Sitzhöhe 91 cm. Die Reichweite des Lithium-Ionen-Akkus von 35 Ah und 58 Volt Spannung beträgt 60 km. Der Akku kann in zwei bis drei Stunden vollständig wieder aufgeladen werden oder lässt sich austauschen. Zum Modelljahr 2014 erschien die reichweiten- und leistungsgesteigerte Zero FX mit 32 kW (44 PS) und einer Höchstgeschwindigkeit von 137 km/h.

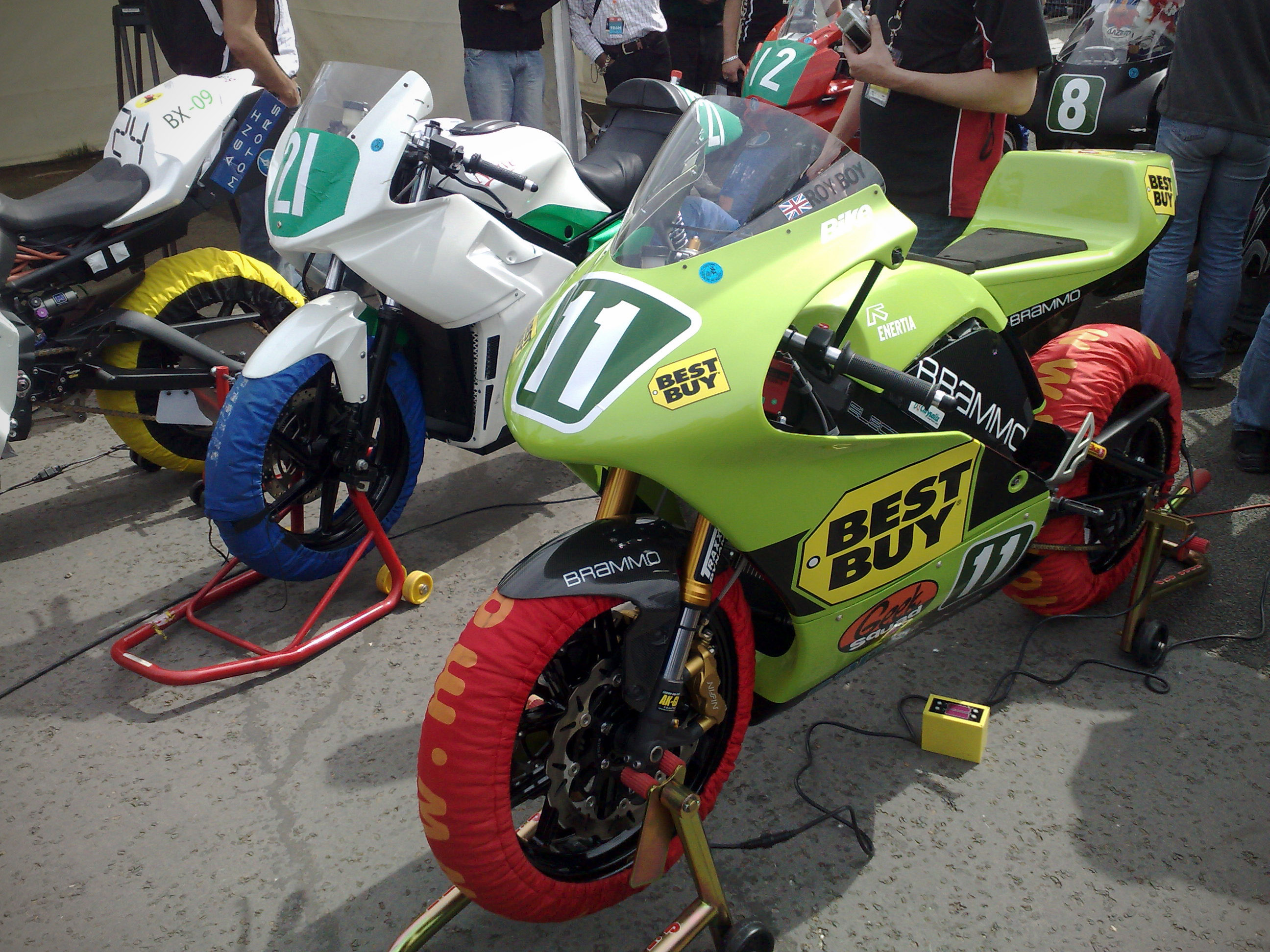
Brammo TTR beim ersten Elektromotorradrennen Time Trial Xtreme Grand Prix am 9. Juni 2009 auf der Isle of Man

#### Brammo TTR
Das Brammo TTR, mit dem Brammo am ersten Elektromotorradrennen 2009 auf der Isle of Man teilnahm, verwendete einen aus acht 12-Volt-Packs bestehende Lithium-Polymer-Akkumulator. Die Nutzenergie betrug 8 kWh. Das 163 kg schwere Bike erreichte auf dem Kurs mit über 200 Kurven eine Maximalgeschwindigkeit von 164 km/h. Damit erreichte Brammo den dritten Platz.

#### T0RR
Am Lehrstuhl für Fahrzeugtechnik der TU München entwickelte ein Team von Studenten im Rahmen des Projekts globalDrive das elektrische Rennmotorrad T0RR. Es basiert auf einer BMW S 1000 RR. Ziel des Projekts war die Entwicklung eines Prototyps, der beim Qualifying zum semiprofessionellen Pro Thunder Race 2015 in Oschersleben teilnehmen sollte. Der Elektromotor des T0RR stellt dafür 136 PS zur Verfügung, womit eine Höchstgeschwindigkeit von etwa 250 km/h erreicht werden kann.

### Einsatz in Rennserien
Am 12. Juni 2009 fand das erste Straßenrennen mit Elektromotorrädern auf der Isle of Man statt, das Time Trial Xtreme Grand Prix. Beim TTXGP traten 15 Teams an, von denen jedoch sieben Motorräder nicht bis zum Ziel kamen. Die Strecke war 60 km lang und die höchste Durchschnittsgeschwindigkeit betrug 140,7 km/h. Diese Veranstaltung hat sich von der TTXGP getrennt und firmiert inzwischen als TT Zero.
Kurz nach dem ersten Wettkampf auf der Isle of Man kündigte der Motorradsport-Weltverband Fédération Internationale de Motocyclisme (FIM) an, im Jahr 2010 eine Elektro-Rennserie ins Leben zu rufen. Neben der e-Power International Championship der FIM führt zudem TTXGP inzwischen Rennserien in Australien, Europa und Nordamerika durch. Das Vorhaben ist nie umgesetzt worden. Für 2019 gibt es neue Pläne.
Beim Bergrennen Pikes Peak war 2013 erstmals ein Elektromotorrad (Lightning Electric Superbike) mit einer Zeit von 10:00,694 Minuten Sieger in der Gruppe aller Motorräder.
Für Beschleunigungsrennen wurde in der Vergangenheit auch ein Elektro-Drag Bike mit der Bezeichnung KillaCycle konstruiert.

### Rekordfahrzeuge
Im November 2020 erzielte eine speziell vorbereitete Voxan Wattman (Leistung 317 kW / 425 PS) einen neuen Geschwindigkeitsrekord für E-Motorräder. Auf einem Flugplatz in Frankreich wurden 254 mph (408,77 km/h) über die fliegende „Meile“ gemessen. Die bisherige Bestmarke lag bei 329 km/h, sie wurde 2019 mit einer Mobitec EV-02A erreicht.
Der Weltrekord für Elektromotorräder wird seit 2021 von Eva Håkansson mit dem vollverkleideten Streamliner-Bike Killajoule gehalten. Auf der Großen Salzwüste erreichte sie 434,9 km/h (270,224 mph).